# Il rapimento di Psiche
Il rapimento di Psiche (Le ravissement de Psyché, o Il ratto di Psiche) è un dipinto a olio del 1895 del pittore francese William-Adolphe Bouguereau.
È una rappresentazione di Cupido e Psiche; attualmente fa parte di una collezione privata la cui posizione esatta rimane sconosciuta.

## Tema mitologico
Venere la dea dell'amore, in un impeto di gelosia nei confronti della bellezza di Psiche, chiede a suo figlio Cupido di utilizzare una delle sue frecce per far cadere innamorata la ragazza della creatura più orrenda e demoniaca della terra. Cupido sta per eseguire la richiesta di sua madre quando una delle proprie stesse frecce gli cade accidentalmente di mano ferendolo. Cupido rimane così follemente innamorato di Psiche e la trasporta con sé in cielo.

## Descrizione
L'immagine mostra Cupido mentre, stretto intorno al suo corpo, sta trasportando la bellissima Psiche verso un altro mondo con l'intento di farla diventare sua moglie. Psiche ha ali di farfalla e ciò significa che ha raggiunto lo stato di immortalità, la sua espressione facciale è ricolma di gioia e felicità, il corpo appare essere flessibile e morbido; mentre le braccia del dio saldamente avvolte su di lei mandano un messaggio di possesso: Psiche rappresenta così la resa e totale dedizione di fronte all'amore.

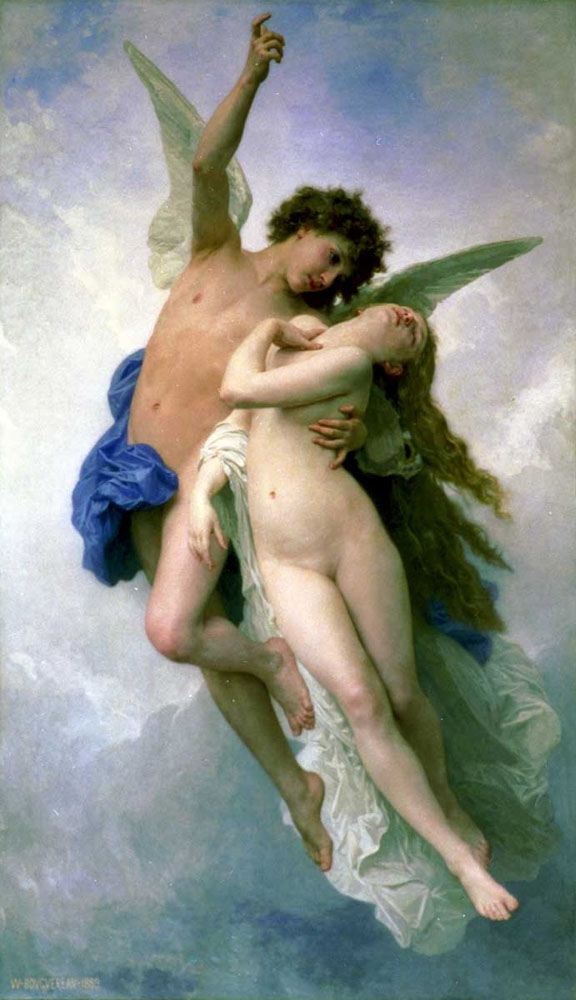
Psiche e Amore (1889)

Sei anni prima l'artista aveva prodotto un'altra versione della stessa scena, con i visi un po' differenti e le posizioni dei due personaggi invertite da destra a sinistra.